# Strontium 90
Gli Strontium 90 sono stati un gruppo musicale britannico fondato da Mike Howlett nel 1977.

## Storia
Il gruppo venne fondato da Mike Howlett, ex-bassista del gruppo di rock progressivo Gong, ed è storicamente rilevante perché è partecipando a questo progetto che, nella primavera del 1977, il batterista Stewart Copeland e il bassista/cantante Sting - già attivi da qualche mese nella scena punk rock londinese nell'allora esordiente gruppo The Police - hanno modo di incontrare il chitarrista Andy Summers, turnista esperto.
Gli Strontium 90 non sopravviveranno a lungo ma questo incontro porterà Summers a unirsi ai Police qualche settimana più tardi.
Questo sodalizio significherà per il gruppo britannico un notevole salto di qualità e contribuirà alla nascita di un sound personale e inconfondibile, che lascerà un segno profondo nella storia della musica rock e pop.
Il gruppo registrò diversi demo ai Virtual Earth Studios, e in seguito suonò a un concerto per la reunion dei Gong a Parigi, il 28 maggio 1977. Nel 1997 è stato pubblicato l'album Police Academy, che raccoglie alcune di queste tracce registrate in studio e dal vivo. Il quartetto ha anche suonato in un club di Londra nel 1977, con il nome The Elevators.

## Formazione
- Sting - voce, basso, chitarra
- Andy Summers - chitarra
- Mike Howlett - basso
- Stewart Copeland - batteria, percussioni

## Discografia

### Album in studio
- 1977 - Police Academy

### Singoli
- 1997 - Samples From Porcupine Tree/Strontium 90 (split con Porcupine Tree)